# Montgomery Burns
Charles Montgomery Plantagenet Schiklgruber Burns je fiktivní postava z amerického animovaného seriálu Simpsonovi. Je to zlý, prohnaný, chamtivý a bohatý majitel Springfieldské jaderné elektrárny a zároveň šéf Homera Simpsona. Téměř po celou dobu mu pomáhá Waylon Smithers, jeho věrný a patolízalský pomocník, poradce, důvěrník a tajný obdivovatel.
Ačkoli byl pan Burns původně koncipován jako opakující se padouch, jehož hlavním účelem by bylo občas vstoupit do života Simpsonových a způsobit nějakou tu spoušť, popularita pana Burnse vedla k jeho opakovanému zařazování do epizod. Je stereotypem korporátní Ameriky ve své neutuchající touze po zvýšení vlastního bohatství a moci, neschopnosti zapamatovat si jména svých zaměstnanců (včetně Homera, navzdory častým interakcím – což se stalo opakovaným vtipem) a nedostatku zájmu o jejich bezpečnost a blaho. Pan Burns, který se zamýšlí nad svým pokročilým věkem, má sklony k vyjadřování zastaralého humoru, k odkazům na populární kulturu jazzového věku a ke snaze aplikovat zastaralé technologie do každodenního života. Conan O'Brien označil pana Burnse za svou nejoblíbenější postavu, pro kterou píše, a to kvůli jeho libovolně vysokému věku a extrémnímu bohatství. Pan Burns žije ve svém panství.
Charakteristickým výrazem pana Burnse je slovo „Výtečně.“, které pomalu mumlá tichým, zlověstným hlasem a přitom si mne konečky prstů. Občas nařídí Smithersovi, aby „vypustil psy“, aby jeho zlí hlídací psi zaútočili na všechny vetřelce, nepřátele, nebo dokonce pozvané hosty. Pan Burns je nejbohatším a nejmocnějším občanem Springfieldu (a také nejbohatší osobou ve státě Springfield; Forbes uvádí jeho současné čisté jmění ve výši 1,3 miliardy dolarů, i když v závislosti na epizodě značně kolísá). Svou moc a bohatství využívá k tomu, aby si dělal, co chce, obvykle bez ohledu na následky a bez zásahu úřadů. Tyto vlastnosti vedly časopis Wizard k tomu, že ho ohodnotil jako 45. největšího padoucha všech dob. V roce 2013 ho časopis TV Guide zařadil na 2. místo v seznamu 60 nejodpornějších padouchů všech dob. V roce 2016 ho časopis Rolling Stone zařadil na 8. místo v žebříčku 40 největších televizních padouchů všech dob. Server IGN ho zařadil na 25. místo v žebříčku 100 největších padouchů.

## Role vSimpsonových
Jako hlavní antagonista tráví pan Burns čas ve své kanceláři v jaderné elektrárně a sleduje své zaměstnance prostřednictvím kamer instalovaných po celé elektrárně. V epizodě Výměna bez záruky pan Burns prozradil, že je nejmladší z bohaté rodiny s jedenácti dětmi a všichni jeho sourozenci zemřeli z podezřelých příčin (většinou v souvislosti s konzumací otrávených pečených brambor), což vedlo k tomu, že získal celé rodinné jmění, ačkoli v další epizodě vyšlo najevo, že jeho přeživším mladším bratrem je George Burns. V útlém věku pan Burns opustil rodinu a odešel žít ke zvrácenému a bezcitnému miliardáři, který vlastnil „atomový mlýn“ v Shelbyville (naznačuje se, že to byl jeho dědeček). Žil privilegovaným životem a bavil se tím, že zraňoval přistěhovalecké dělníky. Pan Burns později navštěvoval Yaleovu univerzitu, kde studoval vědu a obchod, vstoupil do skupiny Skull and Bones, soutěžil v „éterové“ váze ve wrestlingu a promoval v ročníku 1914. Na srazu po 25 letech studia se romanticky zapletl s dcerou své dávné lásky. Ta mu později porodila dítě, Larryho Burnse, jenž byl dán k adopci a později nakrátko vstoupil do života pana Burnse. Pan Burns byl nejméně třikrát zasnoubený: se ženou jménem Gertrude, která zemřela na samotu a vzteklinu, s matkou Marge Simpsonové Jacqueline Bouvierovou a se členkou Springfieldské policie Glorií.
Později narukoval do americké armády a sloužil jako člen oddílu Létající pekelné ryby pod velením nadrotmistra Abrahama Simpsona a viděl akci v Ardenách během bitvy v Ardenách. Během války pan Burns, Abraham Simpson (otec Homera Simpsona) a někteří vojáci našli na zámku v Německu drahý portrét. Zavřeli ho do vitríny a prohlásili, že obraz dostane poslední přeživší člen. Později byl odvelen do Pacifického divadla a byl druhým pilotem spolu s Abem Simpsonem a jeho bratrem Cyrusem. Pan Burns a Abe byli sestřeleni kamikaze a uvízli na ostrově. Na konci druhé světové války byl osobně najat prezidentem Harrym S. Trumanem, aby do Evropy dopravil speciálně vytištěnou bilionovou bankovku jako příspěvek Spojených států k obnově Evropy. Jako nejbohatší občan Spojených států byl pan Burns považován za nejdůvěryhodnějšího. Pan Burns s bankovkou uprchl a dlouhá léta ji měl ve svém držení, dokud se neztratila Fidelu Castrovi v epizodě Trable s triliony. V dílu Homer ve službě se ukazuje, že matka pana Burnse je ve věku 122 let stále naživu, ačkoli s ní pan Burns nerad mluví, protože měla poměr s prezidentem Williamem Howardem Taftem a mluví o něm jako o „improvizovaném lakomci“. Navíc, protože je tak stará, jediné, co může dělat (podle Smitherse), je zvednout telefon, vytočit číslo a křičet.
Pan Burns bydlí v rozlehlém, zdobeném sídle na obrovském panství na rohu ulic Mammon a Croesus. Je chráněn vysokou zdí, elektrickým plotem a smečkou zákeřných útočných psů. Pan Burns běžně vystavuje Springfield a jeho obyvatele svému týrání a v celém městě panuje všeobecná nechuť k němu. Pan Burns vydíral a uplácel různé springfieldské úředníky, včetně starosty Quimbyho a Komise pro jaderný dozor. Své bohatství využil k tomu, aby se nakonec neúspěšně ucházel o post guvernéra a zabránil uzavření své elektrárny kvůli porušování bezpečnostních předpisů, ale Marge Simpsonová mu jeho šanci stát se guvernérem odepřela. Jednou zablokoval slunce, aby donutil obyvatele Springfieldu zvýšit spotřebu elektřiny vyráběné jeho jadernou elektrárnou, a následně byl postřelen Maggie, když se jí pokusil ukrást sladkosti.
Extrémní stáří pana Burnse je v seriálu častým zdrojem humoru. Občas je označován za „nejstaršího obyvatele Springfieldu“; ve 2. řadě v díle Homerova dobrá víla řekl Homerovi, že je mu 81 let, ačkoli v několika pozdějších epizodách je ukázáno, že je mu 104. Když ho Smithers informuje, že PIN kód kreditní karty pana Burnse je jeho věk, zadá do odpovědi čtyři číslice. Když Líza Simpsonová pátrá po svých předcích z americké občanské války, narazí v deníku na plukovníka Burnse, pravděpodobně jednoho z dřívějších předků pana Burnse. Když se však o něm Líza zmíní, pan Burns odpoví, že jméno svého otce už léta neslyšel. V epizodě vyjde najevo, že otec pana Burnse byl otrokářský majitel jižanské plantáže, který inspiroval postavu Simona Legreeho z románu Harriet Beecher Stoweové Chaloupka strýčka Toma, a že Homer a dědeček jsou potomky uprchlého otroka plukovníka Burnse Virgila, který s Mabel Simpsonovou uprchl podzemní dráhou do Britské Kanady. V dalších epizodách je rodištěm pana Burnse zřejmě Pangea, jeho národní hymna naznačuje, že pocházel z Rakouska-Uherska a nevěděl o jeho pádu v první světové válce, a zmiňuje se o možnosti aktualizace obléhání Chartúmu, což naznačuje, že o aktuálních událostech věděl již v roce 1884. V dalších epizodách pověřil poštovního úředníka, aby poslal telegram pruskému konzulátu v Siamu pomocí autogyra, a věří, že za niklák si koupí „steak s ledvinkami, šálek kávy, kousek tvarohového koláče a kroniku a zbyde mu dost drobných na jízdu trolejbusem z Battery Parku na Polo Grounds“. V dílu Stařec a Líza se ukáže, že investiční portfolio pana Burnse se skládá z dávno zaniklých a zastaralých společností, jako je například „Confederated Slave Holdings“, a o krachu na Wall Street v roce 1929 a Velké hospodářské krizi se poprvé dozví po kontrole velmi starého akciového lístku.
Duševní stav pana Burnse je v seriálu častým předmětem vtipů. Někdy se zdá, že je zcela odtržen od reality a moderních konvencí. Neustále nedokáže poznat Homera Simpsona nebo si vzpomenout na jeho jméno, přestože se mnoho nedávných významných událostí v životě pana Burnse nějakým způsobem týkalo Homera. Pan Burns si většinou neuvědomuje, že ho obyvatelé města nemají rádi. Projevuje také manýry, které jsou považovány za zastaralé, například praktikuje frenologii, píše brkovým perem a k fotografování používá starožitný fotoaparát s hledáčkem. Také ho rozzlobí, když se děti ze Springfieldské základní školy posmívají jeho zastaralému autu a tvrdí, že to bylo „první auto, které předjelo člověka“. Pan Burns mluví o mnoha celebritách konce 19. a počátku 20. století v přítomném čase, předpokládá, že jsou stále naživu. V díle Homer na pálce pan Burns instruuje Smitherse, aby do softballového týmu továrny naverboval hráče z dob mrtvého fotbalu, jako byli Honus Wagner a Cap Anson, a musí mu říct, že všichni už dávno zemřeli. Jednou také Homera odmění za to, že přišel do práce jako první, vstupenkou na Světovou výstavu v roce 1939. Navzdory své zjevné senilitě a společenské neobratnosti je však pan Burns neobyčejně chytrý obchodník, neboť několikrát přišel o své jmění, aby je po velmi krátké době získal zpět. V epizodě Stařec a Líza pan Burns přijde o své jmění a získá ho zpět otevřením recyklační továrny, což mu umožní znovu získat jadernou elektrárnu. Navíc v epizodě Zdánlivě nekonečný příběh pan Burns po prohraném lovu na mrchožrouty přijde o své jmění i jadernou elektrárnu, ale nakonec obojí získá zpět po sérii událostí, které zahrnují i jeho krátkou práci v hospodě U Vočka.
Pan Burns je fyzicky slabý a často se ukazuje, že má jen o málo víc síly než nemluvně. Ve dílu Panská rodina lékaři na Mayo Clinic zjistí, že pan Burns onemocněl všemi známými lidskými nemocemi a také několika nemocemi, které byly objeveny při jeho vyšetření, ale že se navzájem vyrušily; přestože ho lékař varuje, že jeho fyzické zdraví je extrémně křehké a že „i lehký vánek“ by mohl narušit rovnováhu mezi jeho nemocemi, pan Burns si svůj stav vykládá špatně a věří, že je neporazitelný. V úvodu Simpsonových ve filmu je pan Burns viděn v koupelně, jak se snaží vyčistit si zuby. Poté, co mu Smithers nanese na kartáček zubní pastu, upadne. V epizodách Medvídek a Kdo postřelil pana Burnse? potřeboval velké úsilí, aby Maggie vyrval předměty. Má potíže s prováděním tak jednoduchých úkonů, jako je zvednutí palce a rozdrcení hmyzu šlápnutím na něj nebo použití klepadla na dveře. V jednom případě, když je mu řečeno, aby vyskočil z hořícího sídla na záchrannou síť, dopadne rychlostí pírka, vznese se na elektrické vedení a je pod proudem. V dílu Homer maskotem nadhazoval úvodní baseballový míček při zápase, ale dokázal ho hodit jen na malou vzdálenost, což vyvolalo posměšný smích davu. Když se pan Burns připojil k Homerovu bowlingovému týmu ve epizodě Homerův tým, sotva dokázal kutálet kouli po dráze. V 5. řadě v díle Burnsův dědic položí Smithers panu Burnsovi před odchodem z koupelny na hlavu houbu, čímž způsobí, že se pan Burns její vahou málem utopí ve vaně. V díle Milenec Lady Bouvierové se však projeví jako čilý, výborný tanečník.
Pan Burns měl také plyšového medvídka jménem „Bobo“, kterého v dětství miloval, což se ukázalo v epizodě Medvídek. Plyšák se ztratil a nakonec se z něj stala hračka pro Maggie. V epizodě Kult Montgomeryho Burnse se pan Burns dostane do vězení, protože vlastní ukradené obrazy.

## Postava

### Vytvoření
Charakter, vzhled a způsoby pana Burnse jsou založeny na několika různých osobách. Tvůrce seriálu Matt Groening založil pana Burnse především na svém středoškolském učiteli panu Baileym. Další inspiraci čerpal Groening z ropného magnáta Johna D. Rockefellera a jeho vnuka Davida Rockefellera a z pana Burnse udělal „ztělesnění korporátní chamtivosti“. Animátor David Silverman vymodeloval vzhled pana Burnse podle zakladatele společnosti Fox Barryho Dillera a jeho tělo vymodeloval podle kudlanky nábožné. Nápad, že pan Burns čte jména zaměstnanců z kartiček v dílu Taková nenormální rodinka, pochází z článku o Ronaldu Reaganovi, který četl scenárista Al Jean. V některých epizodách se objevily paralely mezi panem Burnsem a magnáty, jako byl Howard Hughes, a častěji s fiktivní postavou Charlese Fostera Kanea z filmu Občan Kane. Scenárista George Meyer převzal gesto rukou pana Burnse „Výtečně!“ od svého bývalého kolegy ze Saturday Night Live Jima Downeyho. Ačkoli to možná nebyl záměr, fyzické vlastnosti a manýry pana Burnse jsou uváděny jako moderní příklad postavy Pantalona z komedie dell'arte.
Matt Groening získal prostřední jméno pana Burnse podle obchodního domu Montgomery Ward v severozápadní průmyslové čtvrti Portlandu v Oregonu a jeho příjmení podle Burnside Street, hlavní dopravní tepny v Portlandu. To, že se pan Burns jmenuje Charles, je odkaz na Charlese Fostera Kanea. Ve scénáři k epizodě Taková nenormální rodinka o něm Al Jean a Mike Reiss hovořili jako o „panu Meaniem“. Ve 2. řadě začali scenáristé rádi psát o vztahu Smitherse a pana Burnse a často navrhovali epizody s nimi jako ústředním tématem, ale mnohé z nich se nikdy neuskutečnily.

### Hlas
Pana Burnse v původním znění v 1. řadě namluvil herec Christopher Collins, ale brzy ho nahradil Harry Shearer, protože Samu Simonovi se s Collinsem „špatně pracovalo“. Shearer od té doby postavu namluvil. Jeho hlas vytvořil po vzoru Lionela Barrymora a Ronalda Reagana. Shearer je také hlasem Smitherse a je schopen přednést dialog mezi oběma postavami v jednom záběru. Shearer řekl, že pan Burns je pro něj nejtěžší postavou na namluvení, protože je drsný na hlasivky a často musí pít čaj a med, aby se jeho hlas uklidnil. Pana Burnse popisuje jako svou oblíbenou postavu a říká, že „má rád pana Burnse, protože je to čisté zlo. Spousta zlých lidí dělá tu chybu, že ho ředí. Nikdy své zlo nepřimíchávejte do příměsí.“
V roce 2014 získal Shearer za namluvení pana Burnse cenu Primetime Emmy za vynikající dabingový výkon v dílu Čtyři chyby a jeden pohřeb.
V českém znění byl hlasem pana Burnse od 1. do 26. řady Bedřich Šetena. Po jeho úmrtí převzal tuto roli Jan Vlasák.

## Přijetí
V roce 2006 časopis Wizard ohodnotil pana Burnse jako 45. nejlepšího padoucha všech dob. Smitherse a pana Burnse také označili za „nejfunkčnější televizní dysfunkční pár“. V článku z roku 2003 časopis Entertainment Weekly také označil epizodu Homer – spása Springfieldu za nejlepší epizodu Simpsonových. Na seznamu se umístily i další epizody, v nichž vystupuje pan Burns, včetně Medvídka na druhém místě a dvojdílu Kdo postřelil pana Burnse? na 25. místě. Vanity Fair umístil Medvídka na první místo svého seznamu 25 nejlepších epizod Simpsonových.
Forbes odhaduje čisté jmění pana Burnse na 1,3 miliardy dolarů, čímž se umístil na 12. místě v seznamu Forbes Fictional 15 za rok 2008. Pan Burns je v seznamu od roku 1989 a předtím se umístil na pátém místě v roce 2005, na druhém místě v roce 2006 a na šestém místě v roce 2007, kdy bylo jeho jmění odhadováno na 16,8 miliardy dolarů. Pan Burns se díky svému zlu stal oblíbeným příkladem příšerných televizních šéfů. V roce 2006 vydala firma Challenger, Gray & Christmas zprávu, podle které byl pan Burns jedním z osmi nejhorších televizních šéfů. Deník News & Observer označil pana Burnse za třetího nejhoršího šéfa a nazval ho „bezcitným, chamtivým a výjimečně ošklivým, pan Burns vypadá vedle Ebenezera Scroogeho přímo roztomile“.
Před volbami starosty New Yorku v roce 2009 se po celém městě objevilo několik plakátů s panem Burnsem, které byly doplněny nápisem „Žádné třetí období, volte Burnse“ – odkazem na kandidaturu starosty Michaela Bloomberga na třetí funkční období v tom roce – ve stylu Obamova plakátu od Sheparda Faireyho. Městská volební komise v prosinci téhož roku oznámila, že pan Burns obdržel 27 hlasů z 299 odevzdaných písemných hlasů. Jako šéf Springfieldské republikánské strany podpořil pan Burns Mitta Romneyho v prezidentských volbách v USA v roce 2012. IG Group, londýnská finanční korporace, používá nahrávku Burnsovy hlášky „Excellent!“ jako upozornění, že zakázka byla dokončena.